# 守屋俊志
守屋 俊志（もりや しゅんじ、本名・旧芸名：守屋 俊男〈もりや としお〉、1935年〈昭和10年〉12月23日 - 2008年〈平成20年〉12月16日）は、日本の元俳優。元劇団演技座代表。北川事務所に所属していた。
神奈川県横浜市生まれ。静岡県出身。妻は女優の北川裕子。

## 人物
1955年、劇団演技座に入団し、1956年『お月様のジャン』で注目される。1962年から安保体制打破新劇人会議の情宣部書記を務めていた。
テレビドラマは日本テレビ『愛の劇場』でデビュー。1963年の劇団解散後、グループりんどうに所属。1969年に三島由紀夫と松浦竹夫が主宰していた劇団浪曼劇場に入団。三木事務所、エヌ・エー・シー、東京企画、三朋プロを経て、1981年に北川事務所設立に参加。環境大学のコラム「芸能界の路地裏」も執筆。テレビ東京『事件・市民の判決』などのテレビドラマに出演した。
1971年よりTBSのドラマ『刑事くん』に島崎刑事役でレギュラー出演。『刑事くん』で共演した宮内洋は、ゴルフが非常に上手だったと述懐している。
2008年12月16日午前0時45分、東京都江戸川区の自宅で死去。72歳没。73歳の誕生日を迎える1週間前でもあった。

## 出演

### テレビドラマ
- ゼロ戦黒雲隊 （1964年 - 1965年、NET / 東映）
- 特別機動捜査隊 （NET / 東映）
  - 第132話「痴漢の季節」（1964年） - 岡本信二
  - 第169話「春遠からじ」（1965年） - 安藤
  - 第185話「どぶ鼠」（1965年）
  - 第288話「黒い砂漠」（1967年） - 平井
  - 第303話「兄ちゃんの馬鹿」（1967年）
  - 第314話「アイデア夫人の場合」（1967年） - 佐川
  - 第322話「寒いクリスマス」（1967年） - 平井
  - 第336話「春の亀裂」（1968年） - 邦夫
  - 第369話「晩秋の女」（1968年） - 川那部
  - 第403話「蛇と香水」（1969年） - 矢島
  - 第421話「東京の流れの中で」（1969年） - 萩原
  - 第435話「一郎とマリ」（1970年） - 町田
  - 第448話「刑事」（1970年） - 田島
  - 第463話「黒い遺言状」（1970年） - 田川
  - 第474話「血と鎖」（1970年） - 木原
  - 第479話「浅草の唄」（1971年） - 名倉
  - 第496話「闇の中」（1971年)　- 吉村
  - 第499話「白い殺人者」（1971年)　- 辻
  - 第513話「その夜の女」 (1971年)　- 中川
  - 第518話「わが道を行く」（1971年） - 宮地
  - 第533話「爆弾時代」（1972年） - 係長
  - 第554話「悪女の季節」（1972年） - 谷沢
  - 第571話「歪んだ誘惑」（1972年）
  - 第584話「新鮮な女」（1973年） - 森良造
  - 第595話「人間標的」（1973年） - 伊東五郎
  - 第623話「ある夜の出来ごと」（1973年） - 松浦
  - 第659話「俺が愛した女だ!!」 (1974年)　- 光岡
  - 第679話「渇いた道」（1974年） - 田辺
  - 第690話「泥水の流れの中で」（1975年） - 村田健二
  - 第702話「消えた一千万円」（1975年） - 三田村
  - 第720話「待っている女」（1975年） - 塚田
  - 第738話「十字架を背う女」（1976年） - 新井信彦
  - 第741話「海女と真珠の詩」（1976年） - 島田敏夫
  - 第748話「ミミズを飼う女」（1976年） - 支配人
  - 第783話「妻の日記帳」（1976年） - 中島部長刑事
  - 第793話「季節労働者哀歌」（1977年） - 阿久津刑事
  - 第800話「あゝ夫婦」（1977年）  - 岩下
  - 第801話「浮気の報酬 」（1977年） - 安宅
- 鉄道公安36号 （1965年 - 1966年、NET / 東映） -　守谷刑事
- 挑戦者 続・ある勇気の記録 第36話「追いつめられて」（1967年、NET / 東映）
- バンパイヤ 第21話「マンモス原人登場」（1968年、CX / 虫プロ商事） - 原人
- 東京コンバット 第35話「悪魔が笑うとき」（1968年、CX / 東宝）
- 河童の三平 妖怪大作戦 第18話「妖怪こだまがえし」（1969年、NET / 東映） - 清吉
- 七人の刑事 第2シーズン第382話「尾行」（1969年、TBS）
- キイハンター 第58話「消えた機関車」 （1969年、TBS / 東映）
- プレイガールシリーズ（12ch / 東映）
  - プレイガール
    - 第16話「女は悪魔に首ったけ」（1969年）
    - 第31話「東京おんな番外地」（1969年） - 河豚田警部(演:加藤武)の部下
    - 第44話「悪童の性典」（1970年）
    - 第65話「怪談 謎の黒ねこ病棟」 (1970年)　- 三上
    - 第74話「愛されすぎて殺されて」 (1970年)　
    - 第79話「スリラー 浴室の死美人」 (1971年)　- 原島
    - 第104話「スリラー　死神からの脅迫状」 (1971年)　- 邦彦
    - 第119話「恐怖の来訪者」 (1971年)　- 浜本
    - 第135話「残された二人」 (1971年)　- 村田
    - 第148話「蝶々・新伍の"とめてくれるなおっ母さん"」 (1972年)　- 相沢
    - 第185話「女は全裸で勝負する」 (1972年） - 市原
    - 第272話「怪談 悲恋の亡霊屋敷」（1974年） - 倉永

  - プレイガールQ 第71話「強く正しく美しいプレイガールよいざさらば」（1976年） - 津上
- ブラックチェンバー 第13話「バラ色の死刑台」（1969年、CX / 東映）
- フラワーアクション009ノ1 第10話「くたばれギャンブルガール」（1969年、CX / 東映）
- 五番目の刑事 第18話「燃えろ! 悪魔の火」（1970年、NET / 東映） - 熊谷
- ゴールドアイ 第12話「密売大組織」（1970年、NTV / 東映）
- 江戸川乱歩シリーズ 明智小五郎 第12話「白髪鬼」（1970年、12ch / 東映）
- 銭形平次（CX / 東映）
  - 第213話「流人島異聞」（1970年） - 安造
  - 第228話「宵待草の墓標」（1970年） - 久左ヱ門
  - 第406話「岡っ引志願の娘」（1974年） - 沼蔵
  - 第597話「謝り八州」（1977年） - 半助
- 遠山の金さん捕物帳 第36話「寝返った女」（1971年、NET / 東映） - 疾風の紋三
- 刑事くん（1971年 - 1976年、TBS / 東映） - 島崎刑事
- ターゲットメン 第5話「こぶら男の大逆襲」（1971年、NET / 東映）
- 仮面ライダーシリーズ （MBS / 東映）
  - 仮面ライダー（1972年）
    - 第52話「おれの名は怪鳥人ギルガラスだ！」 - 美子の父
    - 第86話「怪人ワシカマギリの人間狩り」 - 桜井大作

  - 仮面ライダーX 第13話「ゴッドラダムスの大予言！」（1974年） - 植松教授
  - 仮面ライダーアマゾン 第8話「学校を襲ったワニ獣人!!」（1974年） - 教師
- 太陽にほえろ! 第16話「15年目の疑惑」（1972年、NTV / 東宝）
- 変身忍者 嵐 第43話「100万年妖怪のミラー地獄!!」（1973年、MBS / 東映） - 太一の父
- 非情のライセンス（NET → ANB / 東映）
  - 第1シリーズ（1973年）
    - 第5話「兇悪の道」 - マスター
    - 第38話「兇悪の虚栄」 - 三室啓介

  - 第2シリーズ 
    - 第10話「兇悪の星」（1974年） - 松本富治
    - 第64話「兇悪の失恋」（1976年） - 五反田
    - 第105話「美智子」（1976年） - 生野

  - 第3シリーズ 第21話「兇悪の罠・愛しい死線」（1980年） - 西新宿署刑事
- イナズマン 第5話「大空中戦！かみつくライジンゴー!!」（1973年、NET / 東映） - 紳士（カゼバンバラ人間態）
- イナズマンF 第5話「DES（デス）ミサイル大空中戦!!」（1974年、NET / 東映） - 黒眼鏡の男（マシンガンデスパー人間態）
- 右門捕物帖 第4話「罠」（1974年、NET / 東映） - 猪之吉
- がんばれ!!ロボコン 第67話「ドガチャコン!! 俺ら探偵体当り!」（1976年、NET / 東映）- 押売り
- ザ・カゲスター 第8話「カメレオン男の変装大作戦！」（1976年、NET / 東映） - 警視庁捜査係長
- 花ぼうろ（1976年、YTV / 東宝）
- 5年3組魔法組（1976年 - 1977年、NET / 東映） - モスケ(ガンモ)の父
- 忍者キャプター 第40話「御用心 忍者からのお年玉!? 」（1977年、12ch / 東映） -　甲賀羽衣
- 快傑ズバット（1977年、12ch / 東映） 
  - 第11話「死ぬな友よ! 危機一秒前」 -　黒のゴルファー佐丹
  - 第31話「対決! 真犯人首領L? 」、第32話「さらば斗いの日々、そして」 -　竜山丸
- 特捜最前線（ANB / 東映）
  - 第8話「愛と復讐の銃弾」（1977年）
  - 第64話「牛肉闇ルート殺人事件!」（1978年）
  - 第77話「挑戦I・おじさんは刑事だった!」（1978年）
  - 第78話「挑戦Ⅱ・僕はおじさんを許さない!」（1978年）
  - 第79話「挑戦III・十三歳の旅立ち!」（1978年）
  - 第110話「列車大爆破０秒前!」（1979年） -　和田刑事
  - 第121話「マニキュアをした弁護士!」（1979年）
  - 第138話「警視庁窓際族!」（1979年）
  - 第165話「隣にいた絞殺魔!」（1980年）
  - 第180話「ダイナマイトパニック・殺人海域!」（1980年）
  - 第181話「ダイナマイトパニックII・望郷群島!」（1980年）
  - 第195話「殺人メロディーを聴く犬!」（1980年）
  - 第352話「レイプ・紅い靴の女!」（1984年）
  - 第381話「スクープ・真夜中の証言者!」（1984年）
  - 第423話「破獄48時間・水色の傘の女!」（1985年）
  - 第451話「暴走・ロード募金殺人行?!」（1986年）
  - 第487話「侮られた夫の殺意・殺したい程憎い妻!」（1986年）
  - 第507話「桜井警部補・哀愁の十字架」（1987年）
- ロボット110番 第13話「大追跡だよ一直線」（1977年、ANB / 東映） - 社長
- 刑事犬カール（1977年 - 1978年、TBS / 東京映画、渡辺企画） -　山田刑事
- 野望 （1977年、ANB / 東映）
- 人形佐七捕物帳 第25話「喉笛を突く美女」（1977年、ANB / 東映） - 藤八
- 大都会 PARTII 第33話「刑事失格」（1977年、NTV / 石原プロ）
- 暴れん坊将軍シリーズ（ANB / 東映）
  - 吉宗評判記 暴れん坊将軍
    - 第4話「遥かなる遠き日の母」（1978年） - 仙蔵
    - 第29話「大江戸一のドジな掏摸」（1978年） - 正作
    - 第63話「一六勝負に散った花」（1979年） - 久兵衛
    - 第86話「天下御免の大泥棒」（1979年） - 竹田市之進
    - 第108話「将軍に命令する男」（1980年） - 銀次
    - 第158話「地獄の鐘は暮六つに鳴る」（1981年） - 藤造

  - 暴れん坊将軍II
    - 第3話「気になるあいつの恋びんた!」（1983年） - 利兵衛
    - 第43話「鉄火意気地のおんな河岸」（1984年） - 早川民部
    - 第73話「暴走! 哀しき愚連隊」（1984年） - 小間物屋主人

  - 暴れん坊将軍VIII 第20話「好きです! さらわれた鶴姫」（1998年） - 大黒屋宗兵衛
- レッドビッキーズシリーズ（ANB / 東映） 
  - がんばれ!レッドビッキーズ（1978年） - 西郷長一郎（ホームラン太郎の父）
  - それゆけ!レッドビッキーズ（1980年） - 松島（ミルクの父）
- 新幹線公安官 第2シリーズ 第17話「非情の捜査線」（1978年、ANB / 東映）
- 土曜ワイド劇場
  - 女弁護士・朝吹里矢子1 黒白の暗示 （1978年、ANB / 東映） - 岩田
  - 黒の環状線 (1980年、朝日放送 / 大映テレビ)　
  - 超高層ホテル殺人事件（1982年、ANB / 東映） -  山地刑事
- 若さま侍捕物帳 第9話「参上!! 謎の短銃」(1978年、ANB / 国際放映 / 前進座)　- 平助
- 風鈴捕物帳 第10話「恨みの吹き矢」（1979年、ANB / 東映） - 大島屋番頭
- 燃えろアタック 第27話「えっ?! リカがお見合い?!」（1979年、ANB / 東映）　- 根本京太郎
- 野性の証明 （1979年、MBS / 東映） - 外山
- 柳生一族の陰謀 第15話「不倫の妖刀」（1979年、KTV / 東映） - 炭屋清兵衛
- そっとさよなら（1979年、YTV / 東宝） - ルポライター白木
- 江戸を斬る（TBS / C.A.L）
  - 江戸を斬るIV 第26話「お江戸の空は日本晴れ」（1979年） - 武蔵屋番頭
  - 江戸を斬るV 第12話「鍾馗人形殺人事件」（1980年） - 清蔵
- 水戸黄門（TBS / C.A.L）
  - 第10部 第14話「鬼が盗んだ運上金 -草津-」（1979年） - 源助
  - 第13部 第4話「欲望渦巻く金山地獄 -三島-」（1982年） - 彦助
  - 第15部 第7話「無法を砕く大草原の血闘 -阿蘇-」（1985年） - 六助
  - 第27部 第18話「勘当された兄の真実 -鶴岡-」（1999年） - 寿福堂嘉兵衛
- そば屋梅吉捕物帳 第5話「夜空に消えた父娘星」（1979年、12CH / 国際放映）
- 鉄道公安官 第30話「15歳・悪の罠」（1979年、ANB / 東映）
- 騎馬奉行 第13話「湖底の黄金を探せ!」（1979年、KTV / 東映）
- ザ・スーパーガール （12ch / 東映）
  - 第39話「人妻売春 秘密クラブの黒い罠」（1979年）
  - 第48話「夜が憎い 黒い罠にかかったOL」（1980年） - 西南警備保障社長・花形
- 爆走! ドーベルマン刑事 第4話「カッコマンvs黒バイ部隊」（1980年、ANB / 東映） - 東都貿易営業部長・北沢
- 服部半蔵・影の軍団 第7話「標的は謎の女」（1980年、KTV / 東映） - 与之介
- 長七郎天下ご免! （ANB / 東映）
  - 第37話「真珠の涙に燃えた剣」（1980年） - 牛造
  - 第109話「輝け!炭団（たどん）の嫁御寮」（1982年） - 相馬屋五郎蔵
- ミラクルガール 第15話「赤いスポーツカーの誘拐殺人」（1980年、12ch / 東映）
- 柳生あばれ旅 第8話「ふたり十兵衛恋娘－岡部－」（1980年、ANB / 東映） - 利兵衛
- 文吾捕物帳 第23話「ほくろ悪女いい女」（1982年、ANB / 三船プロ）
- 噂の刑事トミーとマツ 第2シリーズ 第24話「行け猿島へ! モジャ課長死のピンチ」（1982年、TBS / 大映テレビ）
- 松平右近事件帳 第13話「知られたくなかった秘密」（1982年、NTV / ユニオン映画） - 喜兵衛
- 源九郎旅日記 葵の暴れん坊 第10話「つっぱり囃子の子守唄」（1982年、ANB / 東映） - 丸菱屋
- 時代劇スペシャル （1983年、CX） 
  - 清水次郎長　筑波おろし・義侠の仇討 （東映 / オフィス・ヘンミ） - 源七
  - 隠密くずれ 消えた大名行列（東映）
  - 地獄の左門十手無頼帖 女菩薩供養 （東映） - 富蔵
- 眠狂四郎無頼控 第17話「仕置きうけます! 闇のからくり肌」（1983年、TX / 歌舞伎座テレビ）
- 松平右近事件帳 第13話「知られたくなかった秘密」（1982年、NTV / ユニオン映画）-喜兵衛
- 新・松平右近 第4話「腰ぬけ武士道」（1983年、NTV / ユニオン映画） - 矢部市之進
- 大岡越前第7部 第26話「鬼より恐い古証文」（1983年、TBS / C.A.L） - 忠七
- 長七郎江戸日記 第17話「はぐれ千鳥」（1984年、NTV / ユニオン映画） - 庄吉
- 流れ星佐吉 第26話「さよなら大興行」（1984年、KTV / 松竹）
- 乾いて候 第1話「お毒味役参上!」（1984年、CX）
- しゃぼん玉（1991年、CX / 東映） - 西田モータース社長・西田
- 世にも奇妙な物語 春の特別編「かげふみ」（1994年、CX / 東映）
- 事件・市民の判決（1996年、TX / 国際放映） - 元銀行員の検察審査委員・本田清之介
- 月曜ドラマスペシャル→月曜ミステリー劇場 （TBS）
  - 秋の旅情サスペンス 丹下晋蔵熱血記 函館望郷編（1997年、松竹）
  - 弁護士高見沢響子（東阪企画）
    - 第1作「愛しすぎて殺す女 上弦の月が浮かぶ夜、多淫症の女が引き起こす連続殺人事件!弁護士が挑んだ真実とは」（1998年） - 裁判長
    - 第4作「私は駄目な主婦…愛した人はみんな死んでいく…夫殺害で逮捕された妻に漂う過去の影…響子の名推理で逆転無罪なるか!!」（2001年） - 裁判長
- 御家人斬九郎 第5シリーズ 第5話「ゆうれい長屋」（2002年、フジテレビ / 映像京都）- 多治見兵部
- 剣客商売 第4シリーズ 第9話「勝負」（2003年、CX / 松竹）- 梶光右衛門
- 金曜プレステージ（CX）
  - ドクター小石の事件カルテ (オセロット）
    - 第1作「血痕」 (2004年)
    - 第5作「毒炎」 (2009年) - 与平

### 映画
- わが青春のイレブン（1979年、家城プロダクション） -　谷川
- 不良少年（1980年、東映）
- CLOSING TIME（1997年） -　坂井

### 舞台
- そして誰れも居なくなった（1961年、劇団演技座） - 河内※演出も担当[13]
- 壁（1962年、劇団演技座）[14]